# Белово (Искитимский район)
Бе́лово — село в Искитимском районе Новосибирской области. Входит в состав Гусельниковского сельсовета.

## География
Площадь села — 143 гектара

## Население
| 2002 | 2007 | 2010 |
| ---- | ---- | ---- |
| 787  | ↗872 | ↘746 |

## Инфраструктура
В селе по данным на 2007 год функционируют 1 учреждение здравоохранения, 1 образовательное учреждение.